# 2014년 도쿄도지사 선거
2014년 도쿄도지사 선거(일본어: 2014年東京都知事選挙)는 도쿄도지사였던 이노세 나오키가 사임함에 따라 2014년 2월 9일에 치러졌다. 선거 결과 후생노동대신을 지낸 마스조에 요이치가 당선되었다.

## 개요
전직 이노세 나오키가 2012년 도쿄도지사 선거 직전에 의료법인 "도쿠슈카이(徳洲会)"로부터 5000만엔을 받았다가 돌려준 혐의를 받자, 도정의 혼란을 초래한 것에 대해 책임을 지고 2013년 12월 19일에 도쿄도의회 의장에게 사직서를 제출, 12월 24일 도의회 본회의에서 사임이 동의되었다.
이에 도쿄도 선거관리위원회는 2014년 1월 23일에 선거를 고시하고 2월 9일에 투표를 실시하기로 결정해, 약 1년 2개월만에 다시 선거가 치러지게 되었다.
제2차 세계 대전 이후 도쿄도지사가 민선으로 전환되고 나서 2011년 선거까지 도쿄도지사 선거는 통일지방선거의 일부로서 실시되었고, 2012년 선거는 제46회 총선거와 함께 실시되었지만, 이 선거는 도쿄도지사 선거 사상 처음으로 단독으로 실시되는 선거였다.
선거에는 후생노동대신을 지낸 마스조에 요이치, 제79대 내각총리대신을 지낸 호소카와 모리히로, 이전 선거에 이어 다시 출마한 우쓰노미야 겐지, 군사평론가 출신으로 방위성 산하의 항공막료장을 지낸 다모가미 도시오 등 16명이 입후보했다.

## 선거 정보

### 고시일
- 2014년 1월 23일

### 투표일
- 2014년 2월 9일

#### 투표 시간 변경
투표일 전날인 2월 8일까지 계속된 폭설로 인해 일부 산간 지역에서는 2월 9일 오전 7시부터 오후 8시까지였던 투표 시간이 변경되었다.
- 히노하라촌, 오쿠타마정 제2투표소에서는 제설 작업을 위해 투표 시작을 2시간 늦춰 오전 9시에 투표가 시작되었다.[3]
- 오메시 제1투표소(산간 지역)에서는 산 아래로 가는 유일한 교통수단인 케이블카의 단축 운행으로 투표 마감 시각을 4시간 앞당겨 오후 4시에 투표를 종료하였다.[4]

### 당선증 수여일
- 2014년 2월 11일

### 캐치프레이즈
- 우리가 할 수 있다(わたしたちにできることがある。)[5]

## 주요 쟁점
- 2020년 도쿄 올림픽 개최에 따른 대응

2013년 9월에 2020년 하계 올림픽의 개최지가 도쿄로 정해지면서, 개최 준비와 도시 환경 개선, 경기 시설 건설에 드는 비용 등 대회 운영을 향한 구상 및 계획이 쟁점 중 하나가 되었다.
- 후쿠시마 제1 원자력 발전소 사고로 촉발된 탈원전 정책에 대한 시비 등을 포함한 에너지 정책

후보자 가운데 호소카와 모리히로, 우쓰노미야 겐지 등이 "탈원전"을 내세우면서 이와 함께 에너지 문제가 쟁점으로 떠올랐다.
- 미나미칸토 직하지진 등의 재해에 대한 대책
- 저출산·고령화에 대한 대책
- "정치와 돈" 문제

전직 도지사인 이노세 나오키의 불법 정치 자금 수수 문제로 쟁점이 되었다.

## 선거 결과
| 2014년 도쿄도지사 선거                                     |                   |          |             |                  |                  |                                                            |
| 선거일: 2014년 2월 9일유권자수: 10,685,343명투표율: 46.14% |                   |          |             |                  |                  |                                                            |
| 후보                                                       | 후보              | 정당     | 득표        | 득표율           | 당락             | 비고                                                       |
|                                                            | 마스조에 요이치   | 무소속   | 2,112,979표 | 43.40%           | 당선             | 추천: 자유민주당, 공명당                                   |
|                                                            | 우쓰노미야 겐지   | 무소속   | 982,594표   | 20.18%           |                  | 추천: 일본공산당, 사회민주당, 녹색당 그린즈 재팬, 신사회당 |
|                                                            | 호소카와 모리히로 | 무소속   | 956,063표   | 19.64%           |                  | 지원: 민주당, 생활의 당, 두레당, 일본유신회 일부           |
|                                                            | 다모가미 도시오   | 무소속   | 610,865표   | 12.55%           |                  | 지원: 일본유신회 일부, 유신정당·신풍                       |
|                                                            | 이에이리 가즈마   | 무소속   | 88,936표    | 1.83%            |                  |                                                            |
|                                                            | 나카마쓰 요시로   | 무소속   | 64,774표    | 1.33%            |                  |                                                            |
|                                                            | 맥 아카사카       | 스마일당 | 15,070표    | 0.31%            |                  |                                                            |
|                                                            | 스즈키 다쓰오     | 무소속   | 12,684표    | 0.26%            |                  |                                                            |
|                                                            | 나카가와 지하루   | 무소속   | 4,352표     | 0.09%            |                  |                                                            |
|                                                            | 이가라시 마사카즈 | 무소속   | 3,911표     | 0.08%            |                  |                                                            |
|                                                            | 히메지 겐지       | 무소속   | 3,727표     | 0.08%            |                  |                                                            |
|                                                            | 나이토 구온       | 무소속   | 3,575표     | 0.07%            |                  |                                                            |
|                                                            | 가네코 히로시     | 무소속   | 3,398표     | 0.07%            |                  |                                                            |
|                                                            | 마쓰야마 지카노리 | 무소속   | 2,968표     | 0.06%            |                  |                                                            |
|                                                            | 네아가리 다카시   | 무소속   | 1,904표     | 0.04%            |                  |                                                            |
|                                                            | 사코 에이이치     | 무소속   | 1,297표     | 0.03%            |                  |                                                            |
| 합계                                                       | 합계              | 합계     | 4,869,097표 | 무효표: 61,001표 | 무효표: 61,001표 | 무효표: 61,001표                                           |